# Fertigungsinsel

Fertigungsinsel bei Boge nach Schumann/Wagner

Als Fertigungsinsel (engl.: production cell) bezeichnet man in der Produktionslogistik eine Möglichkeit der internen Flexibilisierung. Es handelt sich um ein Arbeitssystem, das nach den zu fertigenden Produkten und nicht nach Verrichtungen strukturiert ist. Typischerweise werden alle für eine Teilefamilie benötigten Betriebsmittel in eine Fertigungsinsel integriert.
Bei diesem Ablaufprinzip stellt ein Team von Mitarbeitern möglichst fertige Bauteile oder Endprodukte her. Eine Segmentierung des Produktionsprozesses in viele monotone Arbeitsschritte wird so verhindert. Es erfolgt keine Sortierung nach dem Verrichtungsprinzip, die Reihenfolge der Bearbeitung wird flexibel entschieden.
Das Ergebnis der Kombination von flexibler Fertigungsorganisation und teilautonomer Arbeitsgruppen ist beispielsweise eine Montageinsel oder eine Produktinsel. In ihr werden aus gegebenem Ausgangsmaterial Produktteile oder Endprodukte möglichst vollständig gefertigt oder montiert. Die notwendigen Betriebsmittel sind räumlich und organisatorisch in der Fertigungsinsel zusammengefasst. Das Tätigkeitsfeld der dort beschäftigten Gruppe trägt neben der eigentlichen Produktionsaufgabe zumeist folgende zusätzliche Kennzeichen: weitgehende Selbststeuerung der Arbeits- und Kooperationsprozesse, verbunden mit Planungs-, Entscheidungs- und Kontrollfunktionen sowie einfache Instandhaltungsaufgaben.

## Kerngedanke
Durch Fertigungsinseln wird das Tayloristische Prinzip der Trennung planender und ausführender Tätigkeiten aufgegeben, indem auf eine strikte, vorgegebene Arbeitsteilung verzichtet wird. Der Prozess der Fertigung erfolgt durch eine weitreichende Selbststeuerung. Auf diese Weise soll die Motivation und Eigenverantwortung der Mitarbeiter erhöht werden (siehe auch: Arbeitsstrukturierung). Dabei wird eine tendenziell schlechtere Produktionsmittelauslastung gegenüber höherer Flexibilität und Personalauslastung in Kauf genommen.

## Auswahl von Fertigungsinseln
Bei der Auswahl von Fertigungsinseln finden verschiedene, teils statistische Analyseverfahren Anwendung, beispielsweise Clusteranalysen oder Sankey-Diagramm. Zudem sind Kriterien wie das Auftragsvolumen, Variantenreichtum, Bearbeitungszeiten und Fertigungskosten bei der Identifizierung potenzieller Fertigungsinseln zu berücksichtigen.

## Synchronisation
Zumeist werden zwei Arten der Synchronisation des Informations- und Materialflusses bei Fertigungsinseln unterschieden: einerseits das Holprinzip, andererseits das Bringprinzip (siehe auch: Push-Pull-Strategie). Für die Planung in PPS-Systemen stellt die Insel eine eigene Kapazität dar, was die Planung erleichtert und den zentralen Planungsaufwand reduziert, da kurzfristige Planung in die Insel verlegt ist.